# Urkevitz
Urkevitz ist eine unbewohnte Insel in der Schutzzone II (Pflege- und Entwicklungszone) des Nationalparks Vorpommersche Boddenlandschaft. Sie liegt in der Ostsee zwischen den Inseln Rügen und Ummanz; von letzterer ist sie keine 100 Meter entfernt. Von der Insel Rügen wird sie vom Wittenberger Strom getrennt. Die Insel ist etwa 1000 Meter lang, bis zu 300 Meter breit und 5,3 Meter hoch.
Urkevitz gehört zur Gemeinde Ummanz. Sie ist wie die Nachbarinseln Liebes, Mährens und Wührens ein Vogelschutzgebiet. Eine Brücke führt von Ummanz nach Urkevitz, die Insel darf aber nicht betreten werden.

## Nachweise
1. ↑  Verordnung über die Festsetzung des Nationalparkes Vorpommersche Boddenlandschaft. Vom 12. September 1990, abgerufen am 7. Juni 2019
2. ↑  Geodatenviewer des Amtes für Geoinformation, Vermessungs- und Katasterwesen Mecklenburg-Vorpommern (Hinweise)
3. ↑  Claudia Rusch: Mein Rügen. Mareverlag, Hamburg 2010